# Cub (algebră)

y = x^{3} pentru valorile 0 ≤ x ≤ 25.

În algebră, cubul unui număr n sau numărul cubic este rezultatul ridicării sale la puterea a treia: cu alte cuvinte numărul înmulțit cu el însuși de trei ori:
n3 = n × n × n.
Este de asemenea egal cu produsul dintre acel număr și pătratul său:
n3 = n × n2.
Primele numere cubice sunt:
0, 1, 8, 27, 64, 125, 216, 343, 512, 729, 1000, 1331, 1728, 2197, 2744, 3375, 4096, 4913, 5832, 6859, 8000, 9261, 10648, 12167, 13824, 15625, 17576, 19683, 21952, 24389, 27000, 29791, 32768, 35937, 39304, 42875, 46656, 50653, 54872, 59319, 64000... 
Este un număr platonician.

## Prim cubic
Un prim cubic este un număr prim care este egal cu diferența dintre două cuburi succesive, 
{\displaystyle p={\frac {x^{3}-y^{3}}{x-y}},\ x=y+1,\ y>0}
Primele numere prime cubice sunt:
7, 19, 37, 61, 127, 271, 331, 397, 547, 631, 919, 1657, 1801, 1951, 2269, 2437, 2791, 3169, 3571, 4219, 4447, 5167, 5419, 6211, 7057, 7351, 8269, 9241, ... 